# Чувашская Автономная Советская Социалистическая Республика
Чувашская Автономная Советская Социалистическая Республика (ЧАССР, до 5 декабря 1936 года Автономная Чувашская Социалистическая Советская Республика; чув. Чăваш Автономиллĕ Социализмлă Совет Республики) — автономная республика в составе Российской Советской Федеративной Социалистической Республики (1925—1992).

## История

Государственный герб Чувашской АССР 1931 г.

На заседании 11-й Сессии Областного Исполнительного Комитета Советов Рабочих, Крестьянских и Красноармейских депутатов Автономной Чувашской Области 28-го февраля 1924 г. Постановили:
1. Преобразовать Автономную Чувашскую Область в Автономную Чувашскую Социалистическую Советскую Республику, как часть РСФСР, с административным центром в Симбирске,
в состав коей включить:
а) Автономную Чувашскую Область в настоящих административных границах.
б) Из Симбирской губернии: Симбирский уезд и волости: Алатырского уезда— Алагырскую, Астрадамовскую, Барышевскую, Кладбищенскую, Помаевскую, Промзинскую, Порецкую и Сиявскую и гор. Алатырь.
в) Из Самарской губернии: Мелекесский уезд.
г) Из Татарской Социалистической Советской Республики волости Буинского кантона: Убеевскую (без татарского населения
Новое-Дуванов), оГородищенскую (без татарского населения Новое Чукало), Пимурзинскую, Бурундуковскую (Чувашския селения)
и Больше-Торхановскую (два чувашских селения). г:
д) Из Нижегородской губернии: волости Лысковского (бывш. Васильсурского уезда): Воротынскую, Белавскую, Ледырскую, за штатный город Васильсурск и чувашское селение Шумерля Языковской волости Сергачского уезда
Чувашская Автономная Социалистическая Советская Республика была преобразована Декретом ВЦИК от 21 апреля 1925 года из Чувашской автономной области, существовавшей с 24 июня 1920 года.
20 июля новым постановлением ВЦИК к ней были присоединены Алатырская (с городом Алатырем), Порецкая и Кувакинская волости Алатырского уезда Ульяновской губернии.
В 1920-е годы обсуждалась идея изменения названия Чувашской АССР в Болгарскую АССР и переименования чувашей в болгар, вслед за переименованием черемис в марийцев. Предложение краеведов не получило поддержки руководства и населения республики.
31 января 1926 года была принята Конституция Чувашской АССР. Текст Конституции Чувашской АССР не был утвержден ВЦИК РСФСР и Съездом Советов РСФСР. В результате, жизнедеятельность Чувашской АССР осуществлялась в соответствии с Конституцией СССР 1924 г. и Конституцией РСФСР 1925 г., а также законодательными актами, принятыми в Чувашской АССР. 
| № | Дата основания | Название предприятия                                        | Отрасль | Населённый пункт | Примечания |
| - | -------------- | ----------------------------------------------------------- | ------- | ---------------- | ---------- |
| # | 1936, 16 июня  | Канашский вагоноремонтный завод                             |         | Канаш            |            |
| # |                | Козловский домостроительный завод                           |         | Козловка         |            |
| # | 1942           | Чебоксарская лентоткацкая фабрика                           |         | Чебоксары        |            |
| # | 1951           | Чебоксарский хлопчатобумажный комбинат                      |         | Чебоксары        |            |
| # | 1941           | Чебоксарский электроаппаратный завод                        |         | Чебоксары        |            |
| # | 1941           | Чебоксарское производственное объединение им. В. И. Чапаева |         | Чебоксары        |            |
| # | 1943           | Чебоксарская кондитерская фабрика                           |         | Чебоксары        |            |
| # | 1944           | Канашский автоагрегатный завод                              |         | Канаш            |            |

С августа 1929 по 5 декабря 1936 года республика находилась в составе Нижегородского края (край в 1932 году был переименован в Горьковский край).
С принятием 5 декабря 1936 года новой Конституции СССР Горьковский край был разделен на Горьковскую область, Чувашскую АССР и Марийскую АССР.
На XI съезде советов Чувашской республики в соответствии с конституциями СССР (1936) и РСФСР (1937) 18 июля 1937 года была принята Конституция (Основной закон) Чувашской Автономной Советской Социалистической Республики.

В 1970 году широко праздновалось 50-летие автономии.

Государственный герб Чувашской АССР 1927 г.

## Административно-территориальное деление
По состоянию на 1/I 1927 г. состояла  из 5 уездов: Чебоксарский, Ядринский, Цивильский, Батыревский и Алатырский .
На 1 октября 1931 года в республике имелось 18 районов, в которые входило 614 сельсоветов, 6 городов, в том числе 1 (Чебоксары — 12 246 жит. на 01.01.1931) выделенный в самостоятельную административно-хозяйственную единицу, рабочих посёлков — 1, сельских населённых пунктов — 2 476.
Площадь области на 01.01.1931 составляла 17 920 км², население 909 100 чел., в том числе 51 400 — городского населения (6,0 %), плотность населения — 50,7 чел/кв.км. Национальный состав: чуваши — 74,6 %, русские — 20,0 %, мордва — 2,7 %, татары — 2,5 %. Крупными населёнными пунктами были также:
- г. Алатырь — 22 700 жит. на 1931 г.
- г. Мариинский Посад — 4975 жит.
- рп Шумерля — 4133 жит.
- г. Канаш — 3412 жит.
- г. Ядрин — 3065 жит.
- г. Цивильск — 2999 жит.

Районы Чувашской АССР на 1 января 1931 года:
1. Алатырский район
2. Аликовский район
3. Больше-Батыревский район
4. Вурнарский район
5. Ибресинский район
6. Канашский район
7. Козловский район
8. Красно-Четаевский район
9. Мало-Яльчиковский район
10. Марка «50 лет Чувашской АССР» Почты СССР 1970 годаМариинско-Посадский район
11. Порецкий район

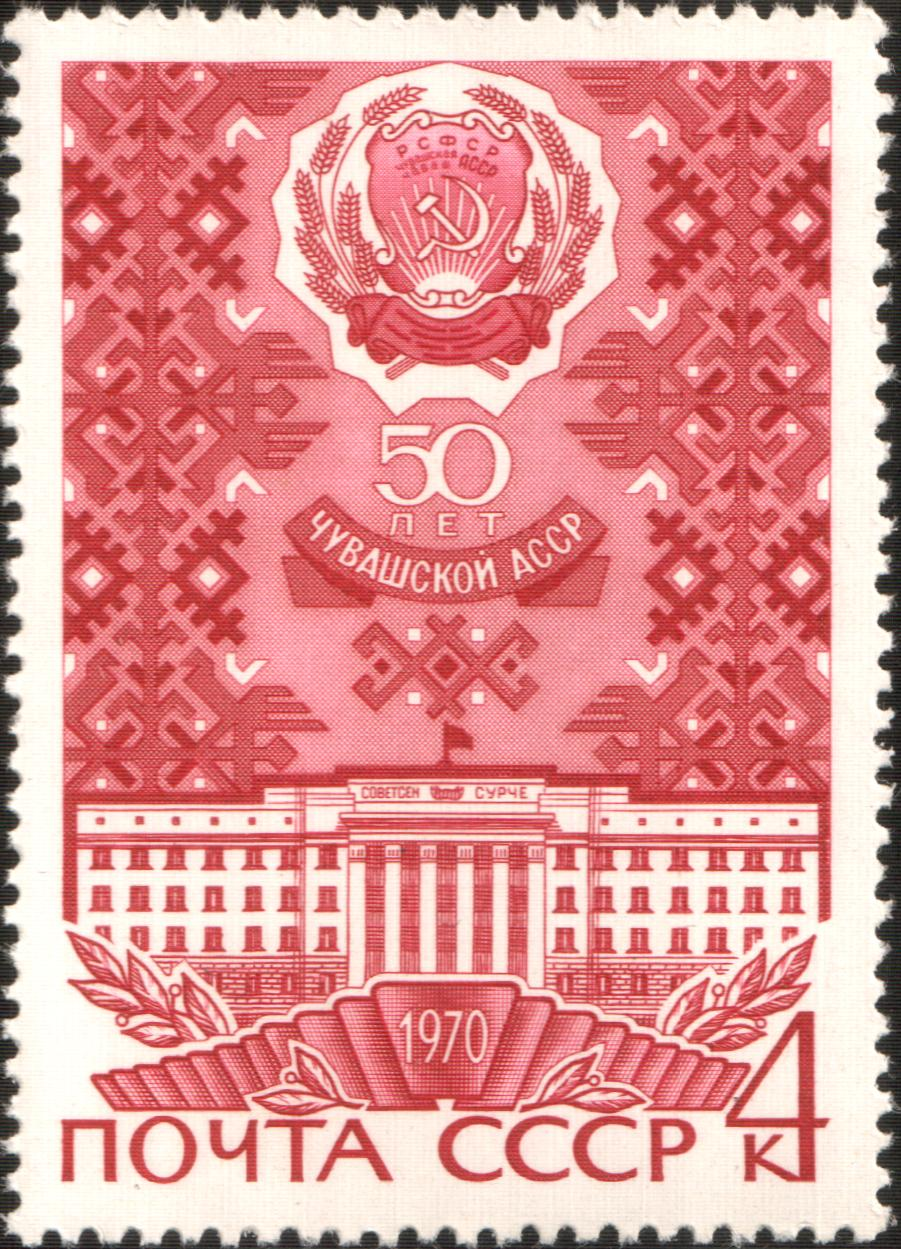
Марка «50 лет Чувашской АССР» Почты СССР 1970 года

12. Татаркасинский район (центр — с. Большой Сундырь)
13. Урмарский район
14. Цивильский район
15. Чебоксарский район
16. Шемуршинский район
17. Шихирдановский район
18. Ядринский район

24 октября 1990 года Верховный Совет Чувашии принял декларацию о суверенитете республики и утвердил её новое название — Чувашская ССР. 24 мая 1991 года Съезд народных депутатов РСФСР утвердил данное название, внеся поправку в ст. 71 конституции РСФСР 1978 года.
13 февраля 1992 года Верховный Совет республики принял закон «Об изменении наименования Чувашской ССР», которым постановил переименовать Чувашскую ССР в Чувашскую Республику. Через 2 месяца (21 апреля) Съезд народных депутатов России внёс новое название республики в Конституцию РСФСР.

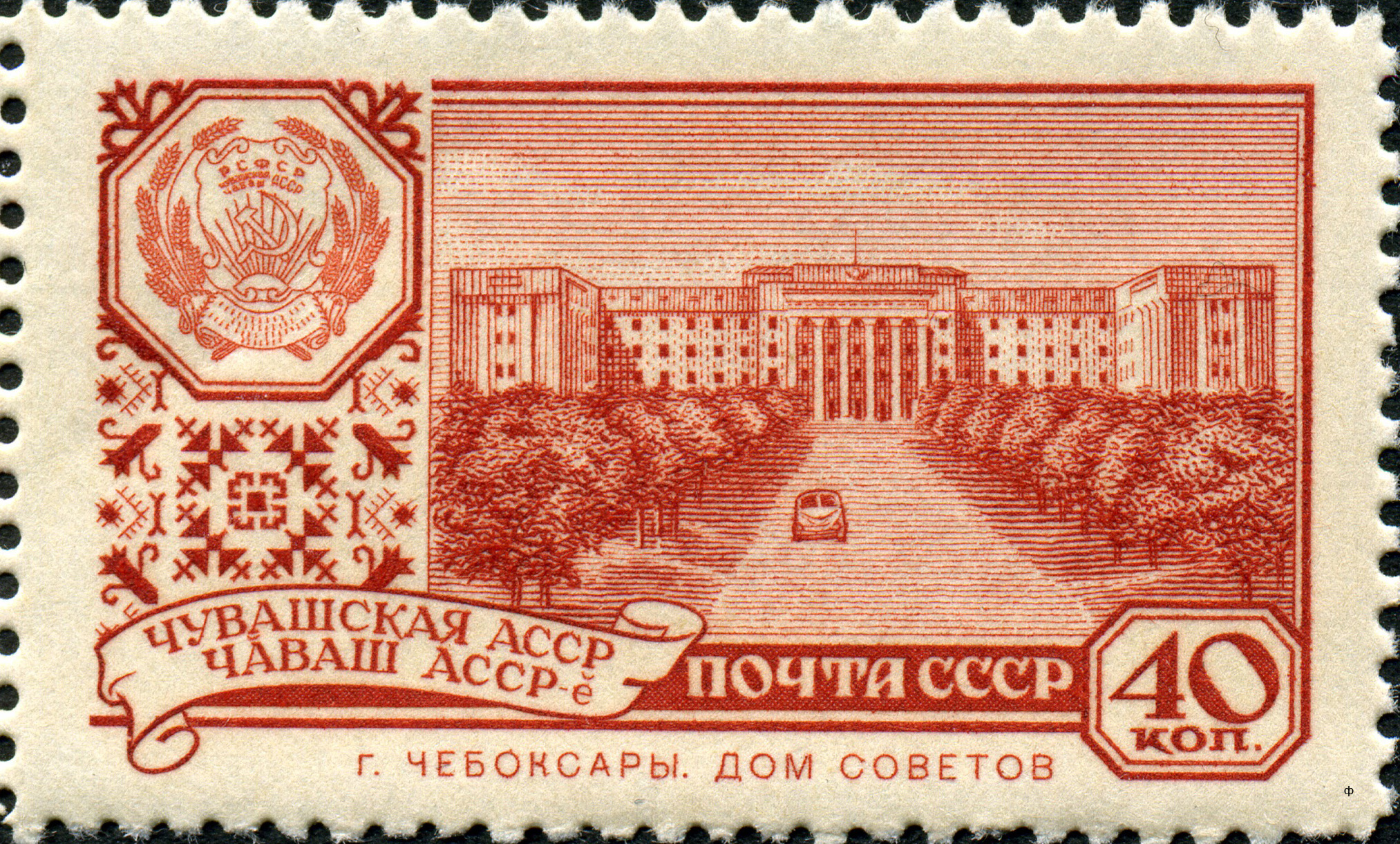
Почтовая марка 1960 год

## Экономика
- Чебоксарский агрегатный завод
- ЧЗПТ
- Чебоксарская ГЭС

## Градостроительство
В 1960 году в автономии начато строительство нового города — Новочебоксарск.

## Культура
- Чувашкино